# Diastema (gênero)
Diastema é um género botânico pertencente à família Gesneriaceae.

## Sinonímia
Diastemella

## Espécies
O gênero apresenta 44 espécies:
- Diastema affine
- Diastema anisophyllum
- Diastema bracteosum
- Diastema caracasanum
- Diastema comiferum
- Diastema cristatum
- Diastema discolor
- Diastema divaricatum
- Diastema eggersianum
- Diastema erinoides
- Diastema exiguum
- Diastema galeopsis
- Diastema gloxiniflorum
- Diastema gracilis
- Diastema gymnoleuca
- Diastema hispidum
- Diastema incisum
- Diastema kalbreyeri
- Diastema latiflora
- Diastema lehmanni
- Diastema longiflorum
- Diastema maculatum
- Diastema micranthum
- Diastema molle
- Diastema ochroleucum
- Diastema parviflorum
- Diastema pcitum
- Diastema peruanum
- Diastema picta
- Diastema pictum
- Diastema platylomatum
- Diastema purpurascens
- Diastema quinquevulnerum
- Diastema racemiferum
- Diastema rhodotrichum
- Diastema rupestre
- Diastema scabrum
- Diastema sodiroanum
- Diastema tenerrimum
- Diastema urticaefolium
- Diastema vexans
- Diastema villosum
- Diastema weberbaueri
- Diastema williamsii